# بوب ماكدونالد
بوب ماكدونالد (بالإنجليزية: Bob MacDonald)‏ هو لاعب كرة قاعدة أمريكي، ولد في 27 أبريل 1965 في إيست أورانج في الولايات المتحدة.

## وصلات خارجية
- بوب ماكدونالد على موقع الدوري الياباني لكرة القاعدة (الإنجليزية)
- بوب ماكدونالد على موقعبيزبول رفرنس.كوم (الدوري الرئيسي) (الإنجليزية)
- بوب ماكدونالد على موقعبيزبول رفرنس.كوم (الدوري الثانوي) (الإنجليزية)
- بوب ماكدونالد على موقع مشجعي الرسوم البيانية (الإنجليزية)